# Городище (Волгоградская область)
Городи́ще — рабочий посёлок в Волгоградской области, административный центр Городищенского района и Городищенского городского поселения.
Население — 22 939 чел. (2024).

## История
Село Городище было основано в 1827 году крещенными калмыками Малодербетовского улуса, приписанными к Донскому и Астраханскому казачьим войскам, которых принуждали, как кочевников к оседлому и отгонному скотоводству. Так же быстро заселяли эту территорию переселенцами из Борисоглебского уезда Тамбовской губернии — сёл Уварово и Городище, по названию которого и было названо новое село, на месте крепости «Мечетная» Царицынской сторожевой линии. Заселение шло быстро, уже к 1842 году насчитывалось 114 дворов с населением около 2000 человек. В селе была деревянная церковь (на въезде с северо-восточной стороны).
Благодаря близости Городища к уездному городу Царицыну население с каждым годом росло. Значительная часть крестьян жила заработками в Царицыне. В 1842 году в Городище имелось 114 дворов, проживало 1 251 человек, а на 1 января 1883 года здесь было 347 дворов, 1 956 человек. В 1886 году в Городище открывается земское училище, в котором обучалось 32 человека. По данным Государственного Архива Волгоградской Области Ф. 285. Церковь 2-го Кавказского линейного батальона управления главного священника кавказской армии гор. Царицына в Городище размещался немногочисленный Грузинский отдел батальона. Также к нему были приписаны казаки Донского войска (Голубинской, Кременской станиц) станиц Казаков линейцев, Астраханского, Терского, Кубанского, Черноморских войск и офицеров и священников российской императорской армии, все они имели так называемые вторые дома в Царицыне, или его пригородовах, для постоя в Царицыне по каким-либо делам. В 1889 году открывается церковно-приходская школа. По сведениям Ерзовского волостного правления в 1895 году в Городище находилось 1 046 домов и 2 145 жителей. В селе имелось 2 школы — земская и церковно-приходская, один трактир, пять молочных лавок, 19 ветряных мельниц, одна маслобойня, три кузницы, деревянная церковь.
В апреле 1935 года в село Городище был перенесен районный центр (из села Песчанка).
Во время Сталинградской битвы поселок Городище был оккупирован фашистами, здесь некоторое время находился штаб фельдмаршала Паулюса (в здании храма Всех Скорбящих Радости, сохранившемся до сих пор).
С 1959 года — посёлок городского типа.

## География
Рабочий посёлок в 15 км к северо-западу от центра Волгограда. Железнодорожная станция Разгуляевка. Расположен на реке Мокрая Мечётка.

## Население
Динамика численности населения по годам:
| 1842 | 1862 | 1883 | 1888 | 1891 | 1897 | 1911 | 1939 |
| ---- | ---- | ---- | ---- | ---- | ---- | ---- | ---- |
| 1251 | 1481 | 1956 | 1778 | 2158 | 2293 | 3008 | 3311 |

| 1959    | 1970    | 1979    | 1989    | 2002    | 2009    | 2010    |
| ------- | ------- | ------- | ------- | ------- | ------- | ------- |
| 6715    | ↗7874   | ↗10 559 | ↗15 049 | ↗19 466 | ↗20 992 | ↗21 381 |
| 2012    | 2013    | 2014    | 2015    | 2016    | 2017    | 2018    |
| ↗21 642 | ↗21 697 | ↗21 779 | ↘21 702 | ↗21 913 | ↗22 141 | ↗22 733 |
| 2019    | 2020    | 2021    | 2024    |         |         |         |
| ↗23 054 | ↗23 686 | ↘22 905 | ↗22 939 |         |         |         |

### Известные жители
Качалов, Владимир Яковлевич (1890—1941) — командующий армией в начальный период Великой Отечественной войны, генерал-лейтенант (1940).

## Спорт
- ФК Звезда
- ФК Мечетка

## Образование
Детские сады
- МБДОУ «Городищенский д/с «Радуга» (2 филиала)
- МБДОУ «Городищенский д/с «Алёнушка»
- МБДОУ «Городищенский д/с «Сказка»
- МБДОУ «Городищенский д/с «Колокольчик»

Школы
- МБОУ «Городищенская СОШ №1»
- МБОУ «Городищенская СОШ №2»
- МБОУ «Городищенская СОШ №3»
- МБОУ «Городищенская ВСОШ»

Учреждения дополнительного образования
- МБОУ ДОД «Городищенская районная детско-юношеская спортивная школа»

- МБОУ ДО «Городищенская школа искусств»

## Достопримечательности
- Храм Всех Скорбящих радость[25]. Расположен на площади Павших Борцов. В годы Великой Отечественной войны был штабом фельдмаршала Паулюса,
- "Зенитка" - 85-мм зенитная пушка 52-К образца 1939 года. Расположена на возвышенности в самом конце улицы Нефтяников,
- Площадь Павших Борцов,
- Площадь 40 лет Сталинградской битвы,
- Памятник Воинам Сталинградской битвы «Взрыв»,
- Братская могила советских воинов,
- Бюст В.И. Ленина,
- Родник «Уваровский» (святой источник Параскевы Пятницы) Архивная копия от 18 июня 2020 на Wayback Machine.